# Xenodermichthys
Xenodermichthys es un género de peces marinos de la familia de los alepocefálidos, distribuidos por aguas profundas de todos los grandes océanos del planeta.
Su nombre procede del griego xenos (extranjero, extraño) + derma (piel) + ichthys (pez).

## Especies
Existen dos especies consideradas válidas:
- Xenodermichthys copei (Gill, 1884)
- Xenodermichthys nodulosus Günther, 1878